# The Only Son
«The Only Son» — американский драматический фильм Оскара Апфеля, Уильяма Ч. де Милля, Сесила Б. ДеМилля и Томаса Н. Хеффрона.

## Сюжет
Томас Брейнерд - любящий муж и отец двоих детей, которые рождаются в хижине в горах. Брейнерд вдруг нашёл золото и решил отправиться в Нью-Йорк, где приобретает влияние, пренебрегая своей женой, которая даёт согласие художнику "посидеть" за картиной, вследствие чего становится его жертвой...

## В ролях
| Актёр           | Роль              |
| --------------- | ----------------- |
| Джим Блэкуэлл   | Томас Брейнерд    |
| А. МакМиллан    | Генри Томпсон     |
| Томас В. Росс   |                   |
| Джейн Дарвелл   | миссис Брейнерд   |
| Мерта Карпентер | Гертруда Брейнерд |
| Артур Коллинз   | Джим Томпкинс     |
| Милтон Браун    | детектив          |